# Світова війна Z (роман)
«Світова війна Z» (англ. World War Z) — апокаліптичний роман жахів Макса Брукса, виданий у 2006 році. Ця книга є продовженням книги Посібник з виживання серед зомбі 2003 року. Книга є епістолярним романом,збіркою окремих розповідей, в якій Брукс грає роль агента Післявоєнної комісії Організації Об’єднаних Націй. Дія відбувається через десять років після Війни Зомбі, яку також описано у романі. У розповідях героїв йдеться про зміни у релігійному, геополітичному та навколишньому середовищі, що сталися внаслідок Війни Зомбі. 
«Світова війна Z», що схожа за стилем на «День війни» Вітлі Стрібера та Джеймса Кюнетка, була написана під впливом роману «Хороша війна: Усні історії про Другу Світову Війну» Стадса Теркеля, і фільмів про зомбі Джорджа Ромеро. Брукс використав «Світову Війну Z» щоб прокоментувати невмілість уряду та американський ізоляціонізм, в той же час досліджуючи виживальників та загальну невизначеність. Критики високо оцінили роман за відновлення зомбі жанру; аудіо книга, яку озвучили Алан Алда, Марк Хемілл та Джон Туртурро, отримала Нагороду Оді у 2007 році.
Прем’єра фільму, знятого по мотивам роману, відбулась у Лондоні 2 червня 2013 року.

## Сюжет
Через ряд усних інтерв’ю, які зібрав оповідач (агент Післявоєнної комісії Організації Об’єднаних націй), розповідається історія «Світової Війни Z» проти зомбі. Історія розпочинається у Китаї з інтерв’ю китайського лікаря, який має зв’язок з історією зараженого хлопчика, який був нульовим пацієнтом пандемії, хоча походження пандемії зомбі залишається невідомим. У романі автор натякає, що хлопчик не був першою жертвою, але його зараження (а також тих, кого він заразив) було першим зареєстрованим. Воно стає відправною точкою для спроб китайського уряду утримати інфекцію. Для цього він придумує кризу з Тайванем, щоб замаскувати свою діяльність. Інфекція поширюється до інших країн через чорний ринок органів та через біженців, що тікаючи від великого спалаху пандемії у Південній Африці,привертають до чуми суспільну увагу. 
З поширенням інфекції, Ізраїль покидає Палестинські території та розпочинає національний карантин, зачиняючи свої кордони, пропускаючи лише незаражених євреїв та палестинців. Це згодом стає причиною ультра-ортодоксальних повстань, які переростають у громадянську війну. Пакистан та Іран знищують один одного у ядерній війні після того, як Іранський уряд намагається зупинити потік біженців, які через Пакистан тікали до Ірану. США майже не готується, бо уряд занадто впевнений у своїй можливості придушити будь-яку небезпеку. Помилкове відчуття безпеки створюється за допомогою вакцини від сказу, яку продають як ефективну. Коли світ дізнається про справжні масштаби проблеми, починається період відомий під назвою «Велика Паніка». Після втрати Нью-Йорку армія США встановлює оборону підвищеного значення у Йонкерс, Нью-Йорк. Війська США використовують тактику холодної війни, зокрема протитанкову зброю і деморалізацію ворога за допомогою поранень; проте ці методи виявились неефективними проти зомбі, в яких не має інстинкту самозбереження. Зупиняє їх лише куля в голову. Інші країни страждають від аналогічних жахливих поразок, людська цивілізація балансує на межі знищення. 
У Південній Африці уряд приймає план урядовця колишнього партеїту, Пола Редекера. За планом уряд має створити невеликі притулки, залишаючи великі групи біженців покинутими в спеціальних зонах для того, щоб відволікти увагу зомбі, дозволяючи тим, хто знаходиться в головних безпечних зонах, перегрупуватися та відновити сили. Уряди всього світу притримуються схожих планів або переселяють населення на безпечні територій, як, наприклад, повна евакуація населення Японського архіпелагу. Через те, що зомбі повністю замерзають на холоді, багато жителів Північної Америки тікають у пустелі Північної Канади та Арктики, де 11 мільйонів людей гинуть від голоду та гіпотермії. В одному з інтерв'ю з чоловіком, який вижив, зазначається, що деякі люди почали займатися канібалізмом для того, щоб вижити; у подальших інтерв'ю з інших джерел з'ясовується, що канібалізм виникає на різних територіях США, де з’являються нестача в їжі. Три астронавти, які на час війни перебували на Міжнародній космічній станції, вижили завдяки продовольству з покинутої Китайської космічної станції. Їм вдалося зберегти деякі військові та цивільні супутники. Один з членів екіпажу МКС описував «величезні рої» зомбі на Великих рівнинах Америки і територіях Центральної Азії та як забруднення вплинули на атмосферу Землі. Сполучені Штати Америки з рештою споруджують безпечні зони на заході гір Рокі, та проводить більшу частину наступного десятиліття викорінюючи пандемію у цьому регіоні. Всі аспекти цивільного життя присвячені підтримці війни проти пандемії. Починають використовувати такі стратегії тотальної війни: нормування палива та їжі, культивування приватних садів, створення громадських патрулів. Влада США також ініціює «Акт повторної освіти» для підготовки населення до воєнного стану та принципу публічного приниження, який використовується для покарання злочинців, щоб відновити порядок. 
Через сім років після початку зомбі пандемії на борту USS Saratoga проводиться конференція, на якій світові лідери заявляють, що зможуть пережити пандемію, але президент США закликає до наступу. Прагнучи бути прикладом, американські військові отримують стратегічні завдання, що вимагають боротьби з зомбі. Для цього їм видають напівавтоматичні потужні гвинтівки для формування залпового вогню. Солдати мали фокусувати увагу на пострілах у голову та стійкому темпі вогню. Розробляється багатофункціональний інструмент «Лоботомайзер» або «Лобо» (описаний як поєднання лопати і бойової сокири) для ближнього бою. Армія перетинає континент за три роки, систематично знищуючи зомбі та освоюючи форпости тих, хто вижив. Повністю автоматична зброя, танки використовуються лише для боїв у містах, або для повернення сепаратистських зон, таких як у Блек-Гіллс.
Через десять років після офіційного завершення війни зомбі, мільйони зомбі все ще живі , знаходячись переважно на дні океану або у сніжних пустелях. Демократична Куба стає найбільш процвітаючою країною у світі та столицею міжнародного банкінґу. У Китаї встановлюється демократичний режим, внаслідок громадянської війни, яка розпочинається з вибухом Трьох ущелин та закінчилась після того, як підводний човен китайського флоту знищує комуністичних лідерів за допомогою підводних балістичних ракет. Тибет, звільнений від китайської влади, стає містом з найбільшим населенням. Після релігійної революції у Росії встановлюється експансіоністська теократія. Через те, що багато молодих жінок стали зомбі, були ВІЛ позитивними, або померли від ліків, російський уряд запроваджує програму «розведення», за якою всіх жінок, примусово запліднюють для збільшення населення. Північна Корея повністю спустошена, все населення зникло у підземних бункерах. Ісландія стає найбільш інфікованою країною у світі, все її населення знищено. Ситуація, яка склалася на Британських островах, у романі висвітлена не чітко. З тексту зрозуміло, що Ірландії вдалося уникнути істотних спалахів епідемії, і, що вона була об'єднана, у зв'язку з відсутністю відмінностей між Північною Ірландією та Ірландією. Велика Британія тим не менш, описується як недоторкана , і тепер експортує нафту з резервів під Віндзорським замком. Незрозуміла позиція автора щодо Вельсу, який за описом тепер включає Ладлоу. Деякі країни змінюють кордони, створюючи «звалища» для в'язнів у заражених зонах. В’язні утворюють у цих зонах «могутні феодальні міста», які згодом стають незалежними штатами. Ізраїль та Палестина укладають мир, в результаті чого Ізраїль та його колишні території перейменовуються у «Об'єднану Палестину». За невідомих причин всі запаси нафти Саудівської Аравії були знищені Саудітами, правлячою королівською сім'єю. Мексика тепер називається «Ацтлан» (проте у книзі не вказано чи країна лише змінила назву, чи це відбулося унаслідок приєднання або втрати територій). Також згадується «Тихоокеанський континент» який включає безлюдні до війни острови та кораблі, які не можуть пересуватися у зв'язку з нестачею палива. У Франції, Версаль, який став місцем масових вбивств, повністю зруйновано. Французька армія втратила велику кількість солдат, очищуючи катакомби Парижа, в яких на початку війни ховалось чверть мільйона біженців, кожен з яких став зомбі. США відправляє велике число солдат для усунення залишків зомбі, які залишились на дні океану, та у снігових пустелях. Говориться, що людська раса знаходиться на межі вимирання, як і велика кількість тварин, які були майже винищені людьми та зомбі.

## Розробка
«Світова війна Z» була написана Бруксом згідно з законами, описаними у «Керівництві з виживання серед зомбі», також він пояснив, що «Керівництво» має право на існування у вигаданому всесвіті, що описується у романі. Зомбі, що описані у «Керівництві з виживання серед зомбі», - це людські тіла, що були повернені до життя невиліковним вірусом. Вони позбавлені інтелекту та мають нестримну жагу до живої плоті. Вбити їх можна лише знищивши їх мозок (хоча процес розкладання все ж розпочинається. Проте він займає більше часу ніж для неінфікованих тіл, та може бути призупиненим холодом). Хоча зомбі не втомлюються та мають силу людей, яких вони інфікували, вони повільні та нездатні до планування або кооперації у своїх атаках. Зазвичай вони видають свою присутність стогнанням. 
Пишучи «Світову війну Z», Брукс провів ґрунтовні дослідження, для того, щоб зробити роман якомога більш реалістичним. Опис технологій, політики, економіки, культури та військових тактик були основані на довідковій літературі та консультаціях з експертами. Брукс також цитує представників армії США, як джерело статистики вогнестрільної зброї.

## Тема

### Реакція суспільства
Критики відмітили, що Брукс використовує «Світову війну Z» як платформу для критики влади, корпоративної корупції та людської недалекоглядності. У книзі описана ситуація, коли палестинський біженець, що живе в Кувейті відмовляється вірити у повстання мерців, вважаючи що це трюк Ізраїлю. Багато американців, героїв книги, звинувачували неспроможність США впоратися з навалою зомбі, через надмірну впевненість влади у своїх силах після конфліктів на Близькому Сході. У романі Брукс також показує своє незадоволення бюрократією. Один з персонажів роману намагається виправдати брехню про спалах епідемії, яка покликана допомогти уникнути паніки.
Критики Брукса зазнає також американських ізоляціонізм:
Я люблю свою країну достатньо щоб визнати, що одним з наших недоліків є ізоляціонізм. Я хотів боротьби як у «Світовій війні Z» і, можливо, дати змогу своїм співвітчизникам дізнатися про політичну і культурну ситуацію у інших державах. Так, у «Світовій війні Z» деякі країни вийшли переможцями, а деякі програли, але хіба у справжньому житті не так? Я хотів щоб мої історії ґрунтувались на спірних історичних рішеннях, і якщо когось це не влаштовує, то можливо вони понині переглянути свою історію.

### Виживальники
Виживальники та підготовка до стихійних лих – це інші поширені теми роману. Декілька інтерв’ю, особливо з США, сфокусовані на зміни у політиці, які спрямовані на підготовку американців, що вижили, до боротьби з зомбі та відновлення країни. Наприклад, коли міста стали достатньо ефективними центрами для боротьби з зомбі, водопровідник міг займати вище положення у суспільстві ніж колишній головний виконавчий директор. У романі герої демонструють фізичні та психологічні навички, які потрібні для уникнення катастрофи. Брукс описує велику кількість досліджень, які потрібні для знаходження оптимальних методів боротьби з зомбі. Також він зазначив, що американці люблять «жанр зомбі», бо вважають, що зможуть вижити в будь-якій ситуації, маючи необхідні інструменти та вдачу.

### Страх та невизначеність
Брукс визначає тему невизначеності центральною у «зомбі жанрі». Він вірить, що зомбі допомагають впоратись з їх власною стурбованість, яка пов’язана з кінцем світу. Брукс пояснює глибокий страх перед зомбі:
Вони лякають мене більше ніж будь-які інші вигадані створіння, бо вони можуть порушувати всі правила. Перевертні та вампіри, мумії та гігантські акули, вам потрібно шукати їх самим. Я думаю, що, коли ви самі їх шукаєте, то не шукайте співчуття. Але зомбі самі прийдуть до вас. Вони не ведуть себе як хижаки, вони діють як вірус, і саме за це я їх боюсь. Хижак розумний від природи, вони не вбивають більше ніж їм потрібно. Вірус же продовжить своє поширення, заражаючи та винищуючи, не зважаючи ні на що. За цим стоїть абсолютна безладність.
Безладність пов’язана з контекстом, у якому писав Брукс. Він заявляє: «в якомусь сенсі ми живемо у ірраціональному часі», повному людських страждань та позбавленому причин і логіки. Коли в одному з інтерв’ю Брукса спитали як би він порівняв терористів з зомбі,він відповів:
Відсутність раціонального мислення завжди лякала мене, коли йдеться про зомбі, з ними неможливо домовитись. Звичайно це поширюється і на терористів, але це можна сказати і про ураган, пандемію грипу, або про потенційний землетрус, якого я завжди чекав, зростаючи у  Лос-Анджелесі. Будь-який безглуздий екстремізм лякає мене, а ми живемо у досить критичні часи. 

## Відгуки
Відгуки на роман загалом мали позитивний характер. Один з критиків відзначив, що найсильнішою стороною книги є її міжнародне спрямування. Єдиною проблемою, на думку критика, є фінальна глава, у якій герої мали зробити висновки, але не завжди було зрозуміло кому належать твердження.
Журнал Entertainment Weekly оцінив роман найвищим балом, відзначивши, що роман стоїть в одному ряду з найкращими історіями про зомбі, та назвавши його «захопливою для читання усною історією». Журнал The Eagle описав роман як «незвичну історію про зомбі», «доволі страшна для більшості читачів, але не у звичній кривавій формі». Члени американського агентства  The Onion  зазначили, що формат роману не дозволяє розвинути напруження, але деякі епізоди були захоплюючими. У огляді для Time Out Chicago було сказано, що «жахи викладені у формі альтернативної історії стали б звичайним романом. Але їх виклад у стилі Стадса Теркеля зробив роман блискучим». Один з критиків назвав  «Світову війну Z»  одним з найулюбленіших апокаліптичних романів і похвалив Брукса за приклад «мовчазної згоди між письменником і читачем, яка важлива для успіху книг про кінець світу… [обидва] згодні вдавати, що це не вигадка, а основана на реальних подіях жахлива історія про війну між людьми та зомбі». У рецензії журналу Chicago Reader зазначалося, що роман перевершив «дурощі»  « Керівництва з виживання серед зомбі» , «торкнувшись більш глибоких та болючіших аспектів людського існування». Критик журналу  Fairfield County Weekly  відзначив, що Світова війна Z зробила зомбі дуже популярними у сучасному суспільстві. Видання  Світової війни Z  у твердій обкладинці чотири тижні займало дев’яте місце у New York Times Best Seller list  Згідно з Publishers Weekly, станом на листопад 2011 року було продано 1 мільйон копій Світової війни Z у всьому світі.